# Gösta Frändfors
 (août 2025).
Si vous disposez d'ouvrages ou d'articles de référence ou si vous connaissez des sites web de qualité traitant du thème abordé ici, merci de compléter l'article en donnant les références utiles à sa vérifiabilité et en les liant à la section « Notes et références ».
Gösta Frändfors (né le 25 novembre 1915 à Stockholm et mort le 8 août 1973) est un lutteur suédois spécialiste de la lutte libre. Il participe aux Jeux olympiques d'été de 1936 et Jeux olympiques d'été de 1948 et combat dans la catégorie des poids légers en lutte libre. Il y remporte la médaille de bronze puis la médaille d'argent. Il devient également champion d'Europe en 1947.

## Palmarès

### Jeux olympiques
- Jeux olympiques de 1936 à Berlin,  Allemagne
  -  Médaille de bronze en -61 kg.
- Jeux olympiques de 1948 à Londres,  Royaume-Uni
  -  Médaille d'argent en -67 kg[1].

### Championnats d'Europe
- Championnats d'Europe de lutte 1937
  -  Médaille d'argent
- Championnats d'Europe de lutte 1946
  -  Médaille d'argent
- Championnats d'Europe de lutte 1947
  -  Médaille d'or